# 清源山
24°57′17.00″N 118°36′30.48″E / 24.9547222°N 118.6084667°E
清源山位于中国福建省泉州市北郊，是国家重点风景名胜区、国家5A级旅游景区。清源山别称有“泉山”（因泉眼较多）、“齐云山”（山高）、“北山”（位于北郊）及“三台山”（有三座山峰）。
清源山景区由清源山、九日山、灵山圣墓三部分组成，面积约62平方公里，地处福建省东南部，晋江下游东北岸，位于东经118°30'-118°37'，北纬24°54'-25°0'之间，与发展中的泉州市区三面接壤，距厦门市106公里，福州市196公里。清源山自然景色秀丽，人文景观绘萃。

## 地理
清源山旅游景区属花岗岩地貌的山地丘陵，地势起伏、岩石突兀，主景区最高峰618米。地质结构是通过多次构造运动和岩体侵人所形成的，岩体外部呈黑褐色，岩层节理不发达，成土因质以坡积物居多，土壤为温润型。年平均气温17度～21.3度之间，年平均降水量在1202～1550毫米之间，全年无霜期358天；清源山冬暖夏凉，气候温暖湿润。

## 古迹
据《泉州府志》记载，清源山最早开发于秦代，中兴于唐代，宋元时期最为鼎盛。经过了历代开发，山上留下了大量文物古迹现存完好的有宋、元时期石雕造像7处9尊，历代摩崖石刻近700方，元、明两代花岗岩仿木结构的石室多处。最负盛名的老君造像，系全国最大的、雕刻年代最早、艺术价值最高的道教石雕；九日山祈风石刻，是研究中国古代海外交通史和书法艺术的珍贵资料；唐武德年间，穆罕默德门徒三贤、四贤来泉州传教，殁葬于灵山，称伊斯兰圣墓，其旁有郑和第五次下西洋的“行香碑”，为中国海外交通的重要史迹。

### 老君造像
清源山的羽仙岩拥有中国现存最大的宋代石刻老君像。老君造像高5.63米，厚6.85米，宽8.01米，占地面积55平方米。为全国重点文物保护单位。

### 其它
山上还有弘一法师舍利塔和广钦法师塔院。建于元至正二十四年（1364年）的弥陀岩是福建省第一批省级重点文物保护单位。